# Franck Bouteille
Pour les articles homonymes, voir Bouteille (homonymie).
Franck Bouteille, né le 4 août 1971 à Feurs, dans la Loire, est un joueur français de basket-ball. Il évolue au poste d'ailier.

## Vie privée
Il est le père d'Axel Bouteille, né le 14 avril 1995 et Théo Bouteille né le 17 octobre 1997, tous deux basketteurs professionnels.